# Samuel Schillinger
Samuel Schillinger (Užhorod, 2 marzo 1903 – 15 febbraio 1998) è stato un calciatore cecoslovacco, nato nell'attuale Ucraina ma che all'epoca era territorio cecoslovacco, di ruolo centrocampista.

## Carriera

### Club
Dopo aver giocato per anni nel DFC Prag, nel 1927 si trasferisce ai New York Giants, andando a giocare oltreoceano. È uno dei primi giocatori cecoslovacchi nella storia del campionato statunitense. Dopo un solo anno torna in patria e nel 1933 chiude la carriera a 30 anni.

### Nazionale
Il 28 settembre 1926 debutta in Cecoslovacchia-Austria (1-2).